# Оксидоредуктази
Оксидоредуктази — клас ферментів, що каталізують реакції окиснення, тобто перенесення електронів з однієї молекули (відновника, донора електронів) на іншу (окислювач, акцептор електронів).

## Каталізуючі реакції
Реакції, що каталізуються оксидоредуктазами, в загальному вигляді виглядають так:
A- + B → A + B-
Тут A — відновник (донор електронів), а B — окислювач (акцептор електронів)
У біохімічних перетвореннях окисно-відновні реакції іноді виглядають складнішими. Наприклад, одна з
реакцій гліколізу:
Pн + гліцеральдегид-3-фосфат + НАД+ → НАД · H + H+ + 1,3-діфосфогліцерат
Тут окислювачем виступає НАД+, а гліцеральдегид-3-фосфат є відновником.

## Номенклатура
Систематичні назви ферментів класу утворюються за схемою «донор:акцептор + оксидоредуктаза». Проте широко використовуються й інші схеми іменування. Коли можливо, ферменти називають у вигляді «донор + дегідрогеназа», наприклад гліцеральдегід-3-фосфатдегідрогеназа, для другої реакції вище. Іноді назва записується як «акцептор + редуктаза», наприклад НАД+-редуктаза. У окремому випадку, коли окислювачем є кисень, назва може бути у вигляді «донор + оксидаза».

## Класифікація
Згідно з міжнородною класифікацією ферментів, оксидоредуктази відносяться до 1 класу ферментів, в межах якого виділяють 22 підкласи:
- КФ 1.1 — ферменти, що взаємодіють з CH—OH—групою донорів;
- КФ 1.2 — ферменти, що взаємодіють з альдегідною або оксо-групою донорів;
- КФ 1.3 — ферменти, що взаємодіють з CH—CH—групою донорів;
- КФ 1.4 — ферменти, що взаємодіють з CH—NH2 групою донорів;
- КФ 1.5 — ферменти, що взаємодіють з CH—NH групою донорів;
- КФ 1.6 — ферменти, що взаємодіють з НАД · H або НАДФ · H;
- КФ 1.7 — ферменти, що взаємодіють з іншими азотмістячими сполуками як донори;
- КФ 1.8 — ферменти, що взаємодіють з сіркомістячою групою донорів;
- КФ 1.9 — ферменти, що взаємодіють з гемовою групою донорів;
- КФ 1.10 — ферменти, що взаємодіють з діфенолами та спорідненими сполуками як донори;
- КФ 1.11 — ферменти, що взаємодіють з пероксидом як акцептори (пероксидази);
- КФ 1.12 — ферменти, що взаємодіють з воднем як донори;
- КФ 1.13 — ферменти, що взаємодіють з одиночними донорами із вбудуванням молекулярного кисню (оксигенази);
- КФ 1.14 — ферменти, що взаємодіють з парними донорами з вбудовуванням молекулярного кисню;
- КФ 1.15 — ферменти, що взаємодіють з супероксид-радікалами як акцептори;
- КФ 1.16 — ферменти, що окилюють іони металів;
- КФ 1.17 — ферменти, що взаємодіють з CH или CH2 групами;
- КФ 1.18 — ферменти, що взаємодіють з залізосірчаними білками як донори;
- КФ 1.19 — ферменти, що взаємодіють з відновленим флаводоксином як донор;
- КФ 1.20 — ферменти, що взаємодіють з фосфором или миш'яком як донор;
- КФ 1.21 — ферменти, що взаємодіють з молекулами виду X—H и Y—H з утворенням зв'язку X—Y;
- КФ 1.97 — решта оксидоредуктаз.